# 목동맥 팽대
인체 해부학에서 목동맥 팽대(carotid sinus, 경동맥동)는 갑상선 연골의 상부 경계 수준에서 내부 경동맥과 외부 경동맥의 분기(bifurcation) 바로 위쪽에 있는 내부 경동맥 기저부의 확장된 영역이다. 경동맥동은 분기점에서 "진정한" 내부 경동맥까지 확장된다. 경동맥동은 이 수준에서 동맥혈의 압력 변화에 민감하다. 이는 인간과 대부분의 포유류의 주요 압력 수용기 부위이다.

## 같이 보기
- 레닌-앤지오텐신 계통